# Wallidan Football Club
O Wallidan Football Club é um clube de futebol com sede em Banjul, Gâmbia. A equipe compete no Campeonato Gambiano de Futebol.

## História
O clube foi fundado em 1969, logo após a independência do país. Wallidan é o clube mais vitorioso de Gâmbia, com mais títulos nacionais e participações em competições internacionais africanas. 

## Títulos
| NACIONAIS | NACIONAIS           | NACIONAIS | NACIONAIS |
|           | Competição          | Títulos   | Temporadas |
| --------- | ------------------- | --------- | --- |
| Gâmbia    | Campeonato Gambiano | 15        | 1970, 1971, 1974, 1976, 1977, 1979, 1985, 1988, 1992, 1995, 2001, 2002, 2004, 2005, 2008.                                                      |
| Gâmbia    | Copa da Gâmbia      | 24        | 1971, 1972, 1973, 1974, 1976, 1977, 1978, 1981, 1984, 1986, 1987, 1988, 1992, 1993, 1994, 1998, 1999, 2001, 2002, 2003, 2004, 2008, 2015, 2022 |